# الأوراق النقدية للدولار الكندي
الأوراق النقدية للدولار الكندي هي الأوراق النقدية لكندا، والمقومة بالدولار الكندي (CAD، أو C$، أو $ محليًا). حاليًا، يتم إصدارها بالفئات التالية: 5 دولارات، و10 دولارات، و20 دولارًا، و50 دولارًا، و100 دولار. يتم إصدار جميع الأوراق النقدية الحالية من قبل بنك كندا، الذي أصدر أول سلسلة من الأوراق النقدية في عام 1935. وقد أوكل بنك كندا منذ ذلك الحين مهمة طباعة الأوراق النقدية الكندية إلى شركة الأوراق النقدية الكندية. تم طرح السلسلة الحالية من الأوراق النقدية البوليمرية ‏ للتداول بين نوفمبر 2011 ونوفمبر 2013. يمكن الاطلاع على الأوراق النقدية الصادرة في كندا في متحف بنك كندا ‏ في أوتاوا.

## السلسلات المنتجة حاليا
تتكون سلسلة الأوراق النقدية المنتجة حاليًا للدولار الكندي من أوراق نقدية بوليمرية: السلسلة السابعة (Frontier)، والتي تم إطلاقها في عام 2011، والسلسلة الثامنة (Vertical)، والتي تم إطلاقها في عام 2018.
| القيمة                                                | اللون الرئيسي                                         | الصورة الأمامية                                       | التصميم الخلفي | سنة السلسلة                                           | تاريخ الإصدار                                         |
| السلسلة الثامنة (العمودية) (Vertical) للأوراق النقدية | السلسلة الثامنة (العمودية) (Vertical) للأوراق النقدية | السلسلة الثامنة (العمودية) (Vertical) للأوراق النقدية | السلسلة الثامنة (العمودية) (Vertical) للأوراق النقدية                                                                                        | السلسلة الثامنة (العمودية) (Vertical) للأوراق النقدية | السلسلة الثامنة (العمودية) (Vertical) للأوراق النقدية |
| ----------------------------------------------------- | ----------------------------------------------------- | ----------------------------------------------------- | --- | ----------------------------------------------------- | ----------------------------------------------------- |
| 10 دولارات                                            | أرجواني                                               | فيولا ديزموند                                         | المتحف الكندي لحقوق الإنسان | 2018                                                  | 19 نوفمبر 2018                                        |
| السلسلة السابعة (الحدود) (Frontier) للأوراق النقدية   |                                                       |                                                       | |                                                       |                                                       |
| 5 دولارات                                             | أزرق                                                  | ويلفريد لوريير                                        | نظام الخدمة المتنقلة وديكستر | 2013                                                  | 7 نوفمبر 2013                                         |
| 10 دولارات                                            | أرجواني                                               | جون ماكدونالد                                         | قطار الركاب الكندي | 2013                                                  | 7 نوفمبر 2013                                         |
| 20 دولارات                                            | أخضر                                                  | الملكة إليزابيث الثانية                               | نصب فيمي التذكاري الكندي وزهور الخشخاش | 2012                                                  | 7 نوفمبر 2012                                         |
| 50 دولارات                                            | أحمر                                                  | ويليام كينج                                           | سفينة الأبحاث سي سي جي إس أموندسن في المياه القطبية، وخريطة لشمال كندا، وكلمة "القطب الشمالي" باللغة الإنكتيتوتية ((ᐅᑭᐅᖅᑕᖅᑐᖅ, 'ukiuqtaqtuq') | 2012                                                  | 26 مارس 2012                                          |
| 100 دولارات                                           | بني                                                   | روبرت بوردن                                           | البحث الطبي، واختراع جهاز تنظيم ضربات القلب، ولولب DNA، وقارورة الإنسولين                                                                    | 2011                                                  | 14 نوفمبر 2011                                        |

في 6 مايو 2023، أعلن رئيس الوزراء جاستن ترودو أن ورقة العشرين دولارًا سيتم تحديثها لتتضمن صورة الملك الجديد تشارلز الثالث. في 16 ديسمبر 2024، أُعلن أن تيري فوكس سيظهر على الإصدار التالي من الورقة النقدية بقيمة 5 دولارات، وأن ويلفريد لورييه سيظهر بدلاً من ذلك على ورقة الـ50 دولارًا.

## الإنتاج
يتم إصدار الأوراق النقدية من قبل بنك كندا، ولكن الإنتاج الفعلي للأوراق النقدية يتم تكليفه لشركة الأوراق النقدية الكندية وفقًا لمواصفات ومتطلبات بنك كندا. تظهر جميع عبارات الأوراق النقدية باللغتين الرسميتين في كندا، الإنجليزية والفرنسية. تمت طباعة الأوراق النقدية على ورق مكون من القطن الخالص. تم التوقف عن استخدام ألياف القطن واستبدالها ببوليمر صناعي بدءًا من عام 2011، وتم طرح آخر الأوراق النقدية الورقية في نوفمبر 2013.

## التزوير
أدت الجهود المبذولة للحد من التزوير في السنوات الأخيرة إلى تقليص عدد الأوراق النقدية المزيفة المتداولة بشكل حاد. وصل عدد الأوراق النقدية المزيفة التي يتم تمريرها سنويا في كندا إلى ذروته في عام 2004، حيث تم تمرير 553 ألف ورقة نقدية مزيفة. انخفض التزوير سنويًا منذ تلك الذروة، حيث تم تمرير 53,536 ورقة نقدية فقط في عام 2010. تعمل سلسلة (Frontier) الجديدة من الأوراق النقدية على تحسين الأمان بشكل كبير في المقام الأول، من خلال استخدام ركيزة بوليمر في تكوين الورقة النقدية بدلاً من القماش المستخدم سابقًا. ورغم تفاقم مشكلة التزوير في كندا، فقد كان التحول إلى البوليمر يُنظر إليه على أنه مكلف للغاية. تبلغ تكلفة إنتاج الورقة النقدية المصنوعة من البوليمر 19 سنتًا، مقارنة بتكلفة إنتاج الورقة النقدية المصنوعة من ورق القطن النموذجي والتي تبلغ 9 سنتات. تعتبر جميع الأوراق النقدية القديمة المصنوعة من القطن قبل سلسلة البوليمر لعام 2013 غير صالحة للتداول الآن بسبب افتقارها إلى ميزات الأمان الحديثة، مثل الشريط المعدني. يستوجب من المؤسسات المالية إعادة الأوراق النقدية إلى بنك كندا، الذي سيقوم بإتلافها. يجوز للأفراد الاحتفاظ بالأوراق النقدية لأجل غير مسمى.
يتم قياس التزوير باستخدام نظام مستعار من الكيمياء يُعرف باسم الأجزاء في المليون (PPM). يستخدم عادة للحكم على فاعلية الجزيئات في محلول ما، ويشير في معنى التزوير إلى عدد الأوراق النقدية المزيفة الموجودة في التداول لكل مليون ورقة نقدية أصلية. في عام 1990، كانت نسبة العملات المزيفة في كندا 4 أجزاء في المليون فقط، مما جعل عملتها من بين العملات الأكثر أمانًا في العالم. بحلول أواخر تسعينيات القرن العشرين، أدى ظهور أجهزة الكمبيوتر المنزلية القوية وبأسعار معقولة، وبرامج الرسوميات التي تُشترى من المتاجر، والماسحات الضوئية سهلة الاستخدام، وطابعات نفث الحبر الملونة إلى ظهور جيل جديد من المزورين. ارتفع عدد الأوراق النقدية الكندية المزورة إلى 117 جزءاً في المليون بحلول عام 1997. في عام 2004 ارتفع معدل التزوير في كندا إلى 470 جزء في المليون. وفي عام 2012، انخفض معدل التزوير إلى أدنى مستوى له، عند 28 جزءا في المليون. ومنذ ذلك الحين بدأ في الارتفاع بشكل طفيف ليصل إلى 36 جزء في المليون في عام 2014. يهدف بنك كندا في خطته متوسطة المدى إلى البقاء في أقل من 30 جزءًا في المليون. تستخدم معظم دول مجموعة العشرين معدل 50 جزءًا في المليون كمعيار للبقاء تحته.

## تاريخ
كانت أولى العملات الورقية التي صدرت في كندا والمقومة بالدولار هي أوراق الجيش البريطاني، والتي أصدرها بين عامي 1813 و1815 في فئات تتراوح بين 1 دولار و400 دولار. كانت هذه الإصدارات طارئة بسبب حرب 1812. أما أول الأوراق النقدية الصادرة من البنك، فكانت في عام 1817 بواسطة بنك مونتريال.

### البنوك المعتمدة

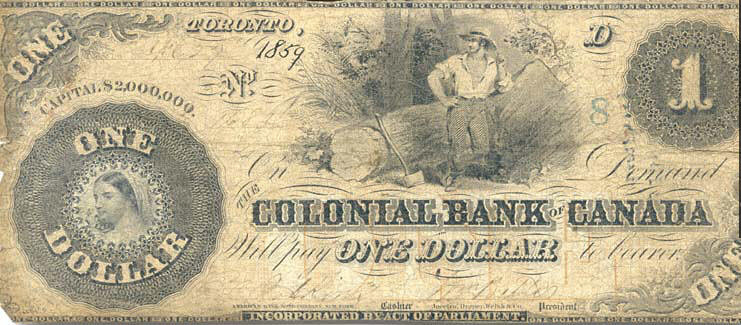
ورقة نقدية بقيمة دولار واحد صادرة عن البنك الاستعماري الكندي عام 1859

تأسست أعداد كبيرة من البنوك المعتمدة في ثلاثينيات وخمسينيات وستينيات وسبعينيات القرن التاسع عشر، على الرغم من أن العديد منها أصدرت النقود الورقية لفترة قصيرة فقط. وأصدرت أخرى، بما في ذلك بنك مونتريال، أوراقًا نقدية لعدة عقود من الزمن. حتى عام 1858، تم إصدار العديد من الأوراق النقدية المقومة بالشلن/الجنيه الإسترليني والدولار (5 شلن = 1 دولار، وبالتالي 1 جنيه إسترليني = 4 دولارات). تم إصدار عدد كبير من الفئات المختلفة، بما في ذلك (1 دولار، 2 دولار، 3 دولار، 4 دولارات، 5 دولارات، 10 دولارات، 20 دولارا، 25 دولارا، 40 دولارا، 50 دولارا، 100 دولار، 500 دولار، 750 دولارا و1000 دولار). بعد عام 1858، تم استخدام فئات الدولار فقط. حدّد قانون البنوك لعام 1871 أصغر فئة نقدية يمكن للبنوك المرخصة إصدارها بـ 4 دولارات، وزادت إلى 5 دولارات في عام 1880. لتسهيل عمليات الشراء التي تقل قيمتها عن 5 دولارات دون استخدام أوراق دومينيون، أصدرت بعض البنوك المصنفة أوراقًا نقدية بفئات محلية غير معتادة، مثل أوراق النقد بقيمة 6 دولارات و7 دولارات التي أصدرها بنك مولسونز في عام 1871. بعد الاتحاد، سُمح للبنوك المعتمدة بمواصلة إصدار الأوراق النقدية حتى عام 1944.

### الحكومات الاستعمارية

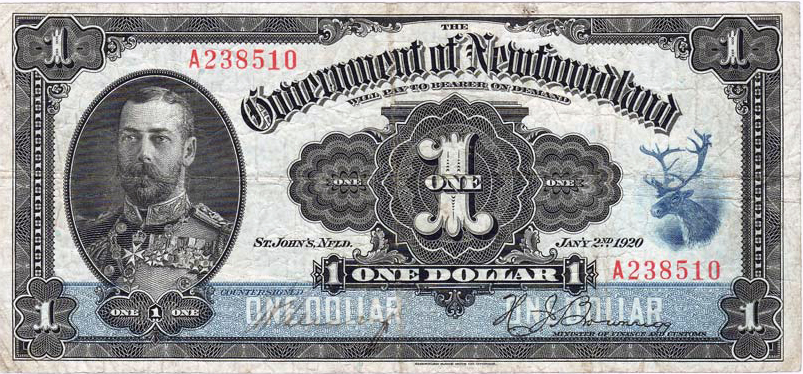
ورقة نقدية بقيمة 1 دولار من دومينيون نيوفاوندلاند صدرت عام 1920

قبل الاتحاد الكندي ‏، كانت حكومات مستعمرة كولومبيا البريطانية، ومقاطعة كندا، ونوفا سكوشا، وجزيرة الأمير إدوارد تصدر أوراقًا نقدية مقومة بالدولار. ومن بين هذه الدول، كانت مقاطعة كندا، التي تأسست عام 1841، هي الأكثر إصدارًا للأموال الورقية. تم إنتاج الأوراق النقدية للحكومة من قبل بنك مونتريال بين عامي 1842 و1862، في فئات 4 دولارات، و5 دولارات، و10 دولارات، و20 دولاراً، و50 دولاراً، و100 دولار. في عام 1866، بدأت مقاطعة كندا بإصدار عملتها الورقية الخاصة، بفئات 1 دولار، و2 دولار، و5 دولارات، و10 دولارات، و20 دولاراً، و50 دولاراً، و100 دولار، و500 دولار. أصدرت دومينيون نيوفاوندلاند أوراقًا نقدية مقومة بالدولارات النيوفاوندلاندية منذ عام 1901 حتى انضمامها إلى الاتحاد في عام 1949.

### حكومة كندا

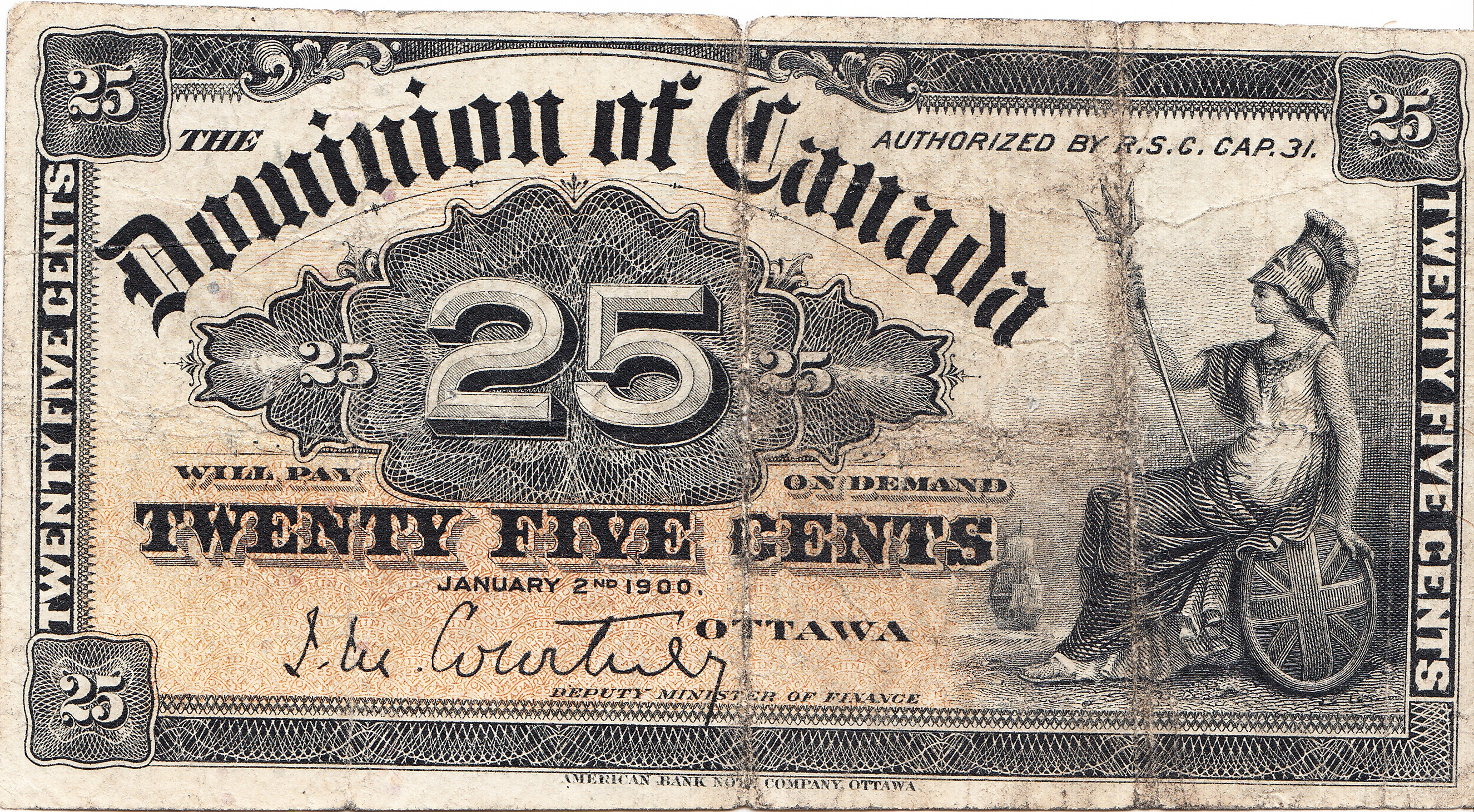
ورقة نقدية بقيمة 25 سنتًا من دومينيون كندا صدرت عام 1900

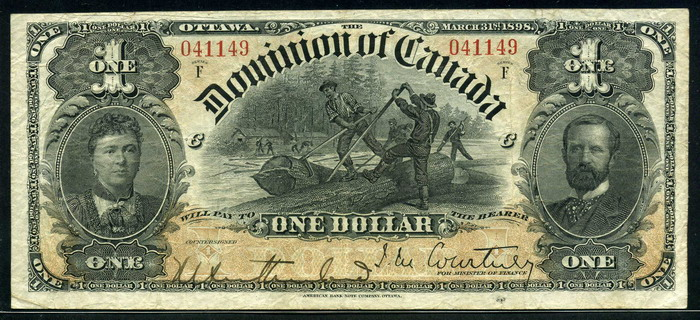
ورقة نقدية بقيمة 1 دولار من دومينيون كندا صدرت عام 1898

لفترة مؤقتة بعد قيام الاتحاد في عام 1867، كانت أوراق النقد الخاصة بمقاطعة كندا بمثابة العملة الوطنية الأولى لدومينيون كندا، وتم إرسال الأوراق النقدية من أونتاريو وكيبيك إلى المقاطعات الأخرى. في عام 1870، صدرت أول أوراق نقدية من دومينيون كندا بفئات 25 سنتًا، و1 دولار، و2 دولار، و500 دولار، و1000 دولار. وفي عام 1872، صدرت أوراق نقدية من فئة 50 و100 دولار. كان الجزء الأكبر من إنتاج الأوراق النقدية الحكومية اللاحقة يتكون من أوراق نقدية بقيمة 1 دولار و2 دولار، مع إضافة فئة 4 دولارات في عام 1882. تم إصدار أوراق نقدية بقيمة 5 دولارات ابتداءً من عام 1912. كانت الأوراق النقدية الأخيرة من فئة 25 سنتًا، والمعروفة باسم (shinplasters) بسبب صغر حجمها، تعود إلى عام 1923. أصدرت دومينيون كندا أوراقًا نقدية خاصة تسمى الأوراق النقدية القانونية المصرفية فقط للبنوك لتحويل مبالغ كبيرة من المال بفئات 500 دولار، و1000 دولار، و5000 دولار، و50000 دولار. توقف إصدار جميع أوراق الدومينيون في عام 1935، بعد إنشاء بنك كندا.

### الجهات المصدرة العامة الأخرى
أصدرت بعض البلديات أيضًا أوراقًا نقدية مقومة بالدولار. كان هذا الأمر منتشراً على نطاق واسع في ثلاثينيات القرن العشرين، عندما تم إصدار "سندات الكساد" (depression scrip) في محاولة للتخفيف من آثار الكساد الكبير على المواطنين المحليين. كما أطلقت مقاطعة ألبرتا مخططها الخاص في عام 1936 بإصدار شهادات الرخاء ‏.

### بنك كندا

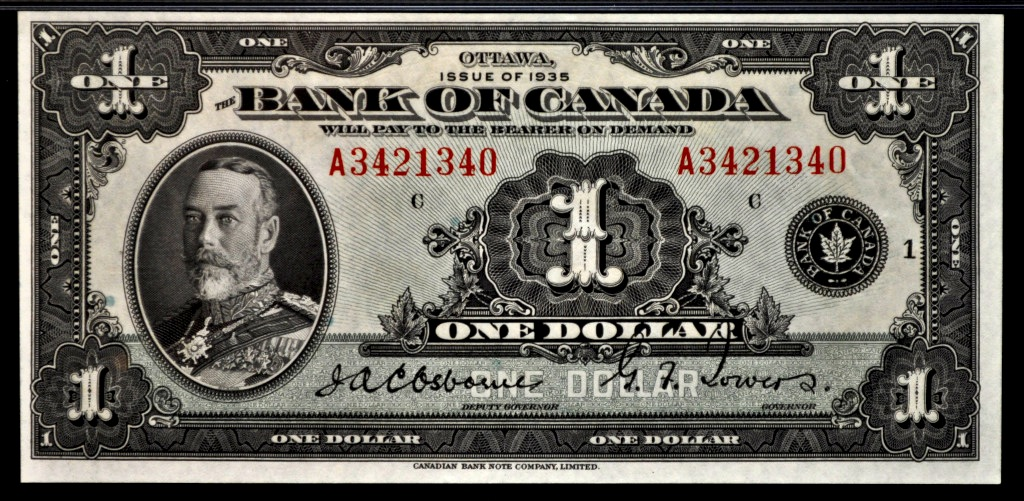
ورقة نقدية بقيمة دولار واحد صادرة عن بنك كندا عام 1935

في عام 1934، وفي وجود عشرة بنوك معتمدة فقط لا تزال تصدر الأوراق النقدية، تأسس بنك كندا وبدأ في إصدار أوراق نقدية بفئات 1 دولار، و2 دولار، و5 دولارات، و10 دولارات، و20 دولاراً، و25 دولاراً، و50 دولاراً، و100 دولار، و500 دولار، و1000 دولار. في عام 1944، مُنعت البنوك المعتمدة من إصدار عملاتها الخاصة، وكان رويال بنك أف كندا وبنك مونتريال من بين آخر البنوك التي أصدرت أوراقًا نقدية. ومنذ ذلك الحين، أصبح بنك كندا هو المصدر الوحيد للأوراق النقدية المقومة بالدولار الكندي. ولا يزال هناك التزام يزيد عن 12 مليون دولار في سجلات بنك كندا حتى يومنا هذا، وهو ما يمثل القيمة الاسمية لأوراق النقد الخاصة بمقاطعة كندا، والأوراق النقدية الإقليمية، وأوراق البنك المعتمدة والتي لا تزال متداولة.

### الفئات المسحوبة
كانت سلسلة عام 1935 السلسلة الوحيدة التي تضمنت فئات 25 دولارًا و500 دولارًا. كلا الفئتين لم تدوما طويلا. تم سحب ورقة الـ25 دولارا في 18 مايو 1937. تم إتلاف أكوام من الأوراق النقدية غير المصدرة بقيمة 500 دولار عام 1935 في فبراير 1938، وتم استدعاء الأوراق النقدية الصادرة بقيمة 500 دولار وسحبها من التداول بعد خمسة أشهر.
وكان من أهم التطورات الأخيرة في العملة الكندية سحب الأوراق النقدية من فئة 1 دولار، و2 دولار، و1000 دولار في الأعوام 1989، و1996، و2000 على التوالي. تم استبدال فئات الدولار الواحد والدولارين بعملات معدنية، يشار إليها بشكل عام باسم "لووني" و "تووني" على التوالي، مع استبدال "لوني" في نفس الوقت بعملة الدولار الواحد، بالإضافة إلى عملة دولار المسافر السابقة، والتي لا تزال عملة قانونية. في عام 2000، تم سحب ورقة الـ 1000 دولار بناءً على طلب المحامي العام لكندا وشرطة الخيالة الملكية الكندية، حيث ورد أنها كانت تستخدم على نطاق واسع في غسيل الأموال والجريمة المنظمة.

## قائمة سلسلة الأوراق النقدية الصادرة عن بنك كندا

### 1935
تأسس بنك كندا في عام 1934، وأُسندت إليه، بموجب قانون صادر عن البرلمان، مسؤولية تنظيم المعروض النقدي في البلاد و"تعزيز الرفاهة الاقتصادية والمالية في كندا". وبناءً على ذلك، مُنح البنك الحق الحصري في إصدار الأوراق النقدية في كندا. في 11 مارس 1935، أصدر بنك كندا أول سلسلة من الأوراق النقدية.

### 1937
تم إنشاء السلسلة الثانية من الأوراق النقدية، بعد عامين فقط من الإصدار الأول، بسبب التغييرات في تشريعات الحكومة الكندية التي تتطلب من بنك كندا إنتاج أوراق نقدية ثنائية اللغة. وكان هناك عامل آخر ساهم في ذلك وهو وفاة الملك جورج الخامس في 20 يناير 1936، وتنازل الملك إدوارد الثامن عن العرش بعد ذلك.

### المناظر الطبيعية الكندية 1954
كانت السلسلة الثالثة من الأوراق النقدية بالدولار الكندي التي أصدرها بنك كندا هي سلسلة المناظر الطبيعية الكندية. تم تصميم الأوراق النقدية في عام 1952 بعد تولي إليزابيث الثانية العرش بعد وفاة والدها جورج السادس. ظهرت صورتها على جميع الفئات في السلسلة. اختلفت تصميمات الأوراق النقدية بشكل كبير عن سلسلة عام 1937، على الرغم من الاحتفاظ بألوان الفئات والطباعة ثنائية اللغة.  تم إجراء تغييرات التصميم لتصوير موضوعات أكثر نموذجية في كندا. وكانت هذه أول سلسلة تتضمن شعار النبالة الكندي، والذي ظهر بشكل مركزي في خلفية الوجه.
أصبحت سلسلة الأوراق النقدية معروفة باسم سلسلة "رأس الشيطان" (Devil's Head)، لأن الشعر خلف رأس الملكة كان يشبه إلى حد ما شيطانًا مبتسمًا. وقد أدى هذا إلى تعديلات في التصميم لجميع الفئات. تم إصدار النسخة الثانية من السلسلة في عام 1956.

### سلسلة مشاهد كندا عام 1969
بسبب القلق المتزايد بشأن التزوير، بدأ بنك كندا في إصدار سلسلة جديدة من الأوراق النقدية في عام 1969.
مثّلت هذه السلسلة انحرافًا كاملاً آخر في التصميم عن الإصدارات السابقة، حيث تمّ:
- تقديم أنماط ملونة ومتموجة؛
- إنشاء سلسلة جديدة من الصور المصغرة للمناظر الطبيعية الكندية؛
- إعادة تقديم صور رؤساء الوزراء الكنديين السابقين. كان كل من لورييه وماكدونالد في سلسلة عامي 1935 و1937، ولكن انضم إليهما الآن ويليام كينج وروبرت وبوردن.

كانت هذه آخر سلسلة تتضمن ورقة نقدية بقيمة دولار واحد، حيث تم استبدال الورقة النقدية بعملة معدنية بقيمة دولار واحد – تُعرف باسم عملة لووني بسبب تصميمها على شكل طائر الغواص (loon) على الوجه الأمامي – في عام 1987، توقفت طباعة الأوراق النقدية بقيمة دولار واحد في عام 1989. ومع ذلك، كانت هناك فترة مدتها 21 شهرًا حيث تم إنتاج كل من ورقة الدولار والعملة المعدنية في وقت واحد، من يونيو 1987 إلى أبريل 1989.

### طيور كندا 1986
في عام 1986، أصدر بنك كندا أوراق نقدية جديدة أطلق عليها اسم سلسلة "طيور كندا" (Birds of Canada). يتميز التصميم الموجود على ظهر كل ورقة نقدية بطائر أصلي في كندا مع خلفية تمثل المناظر الطبيعية النموذجية لهذا الطائر. تم تصميم الصور الموجودة على مقدمة الورقة النقدية بشكل أكبر من تلك الموجودة في السلسلة السابقة، وتم تقديم رقعة معدنية على الأوراق النقدية الأكبر حجمًا. يبلغ وزن كل ورقة نقدية 1 غرام (0.035 أونصة). كانت هذه السلسلة هي الأولى التي تتضمن رمزًا شريطيًا برقم تسلسلي. يتيح هذا للأشخاص ذوي الإعاقة البصرية التمييز بين الأوراق النقدية باستخدام جهاز محمول يوضح قيمة الورقة النقدية.
وكانت هذه أيضًا السلسلة الأخيرة التي تم فيها إصدار أوراق نقدية بقيمة 2 دولار و1000 دولار. تم سحب ورقة النقد بقيمة 2 دولار في عام 1996 واستبدالها بعملة معدنية بقيمة 2 دولار، والمعروفة باسم "توني". تم سحب ورقة نقدية بقيمة 1000 دولار من قبل بنك كندا في 12 مايو 2000، بناءً على طلب الشرطة الملكية الكندية كجزء من برنامج للحد من الجريمة المنظمة. في ذلك الوقت، كان هناك 2,827,702 ورقة من فئة 1,000 دولار متداولة؛ وبحلول عام 2011، كان عدد الأوراق المتداولة أقل من مليون ورقة، معظمها في حوزة الجريمة المنظمة.

### رحلة كندا 2001
ابتداءً من عام 2001، قدم بنك كندا سلسلة جديدة من الأوراق النقدية أطلق عليها اسم "رحلة كندا" (Canadian Journey)، والتي تحتوي على صور من التراث الكندي ومقتطفات من الأدب الكندي. تم إصدار ورقة نقدية بقيمة 10 دولارات لأول مرة في 17 يناير 2001؛ وورقة نقدية بقيمة 5 دولارات في 27 مارس 2002؛ وورقة نقدية بقيمة 100 دولار في 17 مارس 2004؛ وورقة نقدية بقيمة 20 دولارًا في 29 سبتمبر 2004؛ وورقة نقدية بقيمة 50 دولارًا في 17 نوفمبر 2004.
تتضمن الأوراق النقدية فئة 20 و50 و100 دولار ميزات أمان مائية لأول مرة على العملة الكندية منذ أوراق دومينيون فئة الأربعة دولارات؛ كما تتميز بميزات أمان ثلاثية الأبعاد موسعة بشكل كبير. ومن بين الميزات الجديدة أيضًا خيط متغير اللون منسوج في الورق، ورقم شفاف، وفلورية معزز تحت الإضاءة فوق البنفسجية. تم تصميم هذه الميزات لمساعدة الكنديين على حماية أنفسهم من خلال اكتشاف الأوراق النقدية المزيفة. تتضمن جميع الأوراق النقدية الصادرة بعد عام 2001 أيضًا كوكبة (EURion)، على جانبي الورقة النقدية. تحتوي الأوراق النقدية الجديدة على ميزة لمسية، وهي عبارة عن سلسلة من النقاط البارزة (ولكنها ليست بطريقة بريل) في الزاوية اليسرى العليا على وجه كل ورقة نقدية، لمساعدة المكفوفين في التعرف على فئات العملة.
تمت إضافة ميزات الأمان الأحدث على الأوراق النقدية من فئات 20 و50 و100 دولار إلى نسخة محدثة من الورقة النقدية فئة 10 دولارات، صدرت في 18 مايو 2005، وبدأ بنك كندا في إصدار ورقة نقدية فئة 5 دولارات بميزات أمان مطورة في 15 نوفمبر 2006، كجزء من جهوده المستمرة لتحسين أمان الأوراق النقدية الكندية. الرسوم التوضيحية الموجودة على الوجه الأمامي والخلفي للأوراق النقدية المحدثة هي نفسها الرسوم التوضيحية الموجودة على الأوراق النقدية من فئة 5 دولارات و10 دولارات الصادرة في عامي 2001 و2002.
تمت طباعة المقتطفات الأدبية لسلسلة "رحلة كندا" باللغتين الإنجليزية والفرنسية، حيث أن الإصدارات الإنجليزية هي:
- 5 دولارات: كانت فصول الشتاء في طفولتي طويلة جدًا. لقد عشنا في ثلاثة أماكن - المدرسة، والكنيسة، وحلبة التزلج - ولكن حياتنا الحقيقية كانت في حلبة التزلج. (روتش كارييه (مواليد 1937) من قصته القصيرة "القميص الرياضي" (Le chandail de hockey))
- 10 دولارات: في حقول فلاندرز تتفتح أزهار الخشخاش / بين الصلبان، صفًا تلو الآخر، / التي تحدد مكاننا، وفي السماء / لا تزال القبرات تغني بشجاعة، وتطير / نادرًا ما تُسمع وسط البنادق أدناه. ( جون ماكريه (1872–1918)، من قصيدته "في حقول الفلاندرز")
- 20 دولارًا: هل يمكننا أن نعرف بعضنا البعض ولو قليلا من دون الفنون؟ ( غابرييل روي (1909-1983) من روايتها "الجبل السري" (La Montagne secrète))
- 50 دولارًا: يولد جميع البشر أحرارًا ومتساوون في الكرامة والحقوق (من المادة 1 من الإعلان العالمي لحقوق الإنسان، 1948)
- 100 دولار: هل نتذكر يومًا أنه في مكان ما فوق السماء في حلم أحد الأطفال ربما يكون جاك كارتييه لا يزال يبحر، دائمًا في طريقه لاكتشاف كندا الجديدة؟ (ميريام وادينغتون (1917–2004) من قصيدتها "جاك كارتييه في تورونتو")

تتضمن أوراق النقد الخاصة برحلة كندا (طراز 2004) لون الخلفية وتتكون من سلسلة الأعوام 2001، 2003، 2003A، 2004، 2004A و2006. جميع الأوراق النقدية باستثناء ورقة الـ 100 دولار لها سلاسل إضافية للأعوام 2007 و2008 و2009 و2009A (بعض الأوراق النقدية فقط). بدأت سلسلة الـ100 دولار 2009 في الإصدار للعموم في أوائل عام 2010، وتم طباعتها في عام 2009 قبل إصدارها. تم سحب الأوراق النقدية من فئة 100 دولار من السلسلة 2004 إلى 2009 من التداول في نوفمبر 2011. تم سحب الورقة النقدية فئة 50 دولارا في 26 مارس 2012، وسيتم سحب الأوراق النقدية من فئات 5 إلى 20 دولارا في العامين المقبلين قبل الإعلان عنها رسميا.

### الحدود (Frontier) 2011
ابتداءً من عام 2011، قدم بنك كندا سلسلة جديدة من الأوراق النقدية البوليمرية. صدرت الورقة النقدية بقيمة 100 دولار في 14 نوفمبر 2011؛ وأصدرت الورقة النقدية بقيمة 50 دولارًا في 26 مارس 2012؛ وأصدرت الورقة النقدية بقيمة 20 دولارًا في 7 نوفمبر 2012، وأصدرت الفئات النقدية بقيمة 10 دولارات و5 دولارات في 7 نوفمبر 2013.
هذه هي الأوراق النقدية الكندية الأولى التي تم إنتاجها على البوليمر. بدلاً من العلامة المائية، هناك ميزتان مرئيتان: ورقة القيقب الشفافة ونافذة شفافة. وتتضمن الورقة ميزة أمان، حيث عند النظر إليها عن قرب بالعين مع وجود مصدر ضوء أحادي في الخلف، فإنها تنتج صورة دائرية تعرض فئة الورقة النقدية. النافذة محاطة بأوراق القيقب؛ وفي أعلى النافذة توجد نسخة أصغر من الصورة، وفي أسفلها صورة معدنية متوهجة تعكس الضوء لعنصر معماري من مباني البرلمان. الصور الشخصية على الوجه تكون أكثر تمركزًا في الورقة. تقدم خلفيات الأوراق النقدية صورًا ثقافية وموضوعية جديدة، ولكن الاقتباس الأدبي لم يعد موجودا. تستمر الأوراق النقدية المصنوعة من البوليمر في تقديم الميزة اللمسية، من سلسلة "رحلة كندا".

### العمودية 2018
في اليوم العالمي للمرأة عام 2016، أعلن رئيس الوزراء جاستن ترودو أن امرأة كندية "أيقونية" ستظهر على إحدى الأوراق النقدية القادمة.
في 8 ديسمبر 2016، أعلنت حكومة كندا وبنك كندا أن ناشطة الحقوق المدنية فيولا ديزموند ستحل محل جون ماكدونالد (الذي كان على وجه ورقة نقدية بقيمة 10 دولارات منذ عام 1971) كأول امرأة غير ملكية تظهر بمفردها على ورقة نقدية متداولة بانتظام من بنك كندا. تم إصدارها للعموم في 19 نوفمبر 2018.
ابتداءً من عام 2018، كانت الأوراق النقدية الكندية المصممة حديثًا (في البداية ورقة بقيمة 10 دولارات) ذات اتجاه عمودي.

### إصدارات تذكارية
| الإصدارات التذكارية | الإصدارات التذكارية | الإصدارات التذكارية                                            | الإصدارات التذكارية                                        | الإصدارات التذكارية | الإصدارات التذكارية |
| القيمة              | اللون الرئيسي       | الوصف                                                          | الوصف                                                      | التاريخ             | التاريخ             |
| القيمة              | اللون الرئيسي       | في الأمام                                                      | في الخلف                                                   | الطباعة             | الإصدار             |
| ------------------- | ------------------- | -------------------------------------------------------------- | ---------------------------------------------------------- | ------------------- | ------------------- |
| 25 دولارا ‡         | أرجواني             | الملك جورج الخامس والملكة ماري                                 | قلعة وندسور                                                | 6 مايو 1935         | 6 مايو 1935         |
| 1 دولار ‡           | أخضر غامق           | إليزابيث الثانية                                               | مباني البرلمان القديمة في أوتاوا - دمرتها النيران عام 1916 | 1967                | 3 يناير 1967+       |
| 20 دولار            | أخضر                | إليزابيث الثانية                                               | النصب التذكاري الوطني الكندي في فيمي                       | 2015                | 9 سبتمبر 2015       |
| 10 دولار            | أرجواني             | جون ماكدونالد، جورج إتيان كارتييه، أغنيس ماكفيل، جيمس جلادستون | مجموعة متنوعة من المناظر الكندية                           | 2017                | 1 يونيو 2017        |

‡ تم سحبه من التداول. معظم العملات التي يتم سحبها من التداول لا تزال قانونية. اعتبارًا من 1 يناير 2021، لم تعد الأوراق النقدية فئة 1 دولار و2 دولار و25 دولارًا و500 دولار و1000 دولار من كل سلسلة صادرة عن بنك كندا عملة قانونية. على الرغم من طرح أوراق نقدية جديدة، إلا أن الأوراق النقدية القديمة لا تزال قيد الاستخدام.
+ تم طباعة صنفين، الأول بأرقام تسلسلية تقليدية، والثاني بالتاريخ المزدوج "1867-1967" الذي يظهر مرتين بدلاً من ذلك. لا يوجد نوع نادر. كلا الصنفين لديهما أيضًا على الوجه ورقة قيقب منمقة مع التاريخ المزدوج أسفلها.
يبلغ قياس جميع الأوراق النقدية من سلسلة 1954 أو ما بعدها 152.4 مليمتر (6.00 بوصة) بمقدار 69.85 مليمتر (2.750 بوصة) .

## الأساطير
انتشرت العديد من الأساطير حول الأوراق النقدية الكندية.
- تدعي إحدى الأساطير أن علم الولايات المتحدة يرفرف فوق مباني البرلمان على الأوراق النقدية الكندية، ولكن الأمر غير صحيح. تُظهر أوراق سلسلة "الطيور" علم الاتحاد يرفرف فوق البرلمان على فئة 100 دولار؛ وعلم "الراية الحمراء الكندية" (الذي كان علم كندا السابق) على فئات 5 دولارات و10 دولارات و50 دولارًا؛ بينما يظهر العلم الحديث (علم ورقة القيقب) على فئة 2 دولار. (فئة 20 دولارًا تظهر مكتبة البرلمان دون أن يظهر فيها أي علم.) من المحتمل أن الذين تم خداعهم بتلك الإشاعة كان بسبب الأوراق النقدية التي تحتوي على "الراية الحمراء"، حيث إن الأعلام صغيرة جدًا ولا تُعرض بالكامل بالألوان، وعلم الراية بتنسيقه المتناقض يشبه إلى حد ما علم الولايات المتحدة.[26]

- عندما تظهر ورقة نقدية رئيس وزراء سابق، فإن مباني البرلمان خلفه ترفع العلم الذي كانت كندا تستخدمه في وقت ولايته. كانت صور سلسلة "الطيور" تظهر صورًا لرؤساء وزراء (أو الملكة) ومباني البرلمان. كما تم الإشارة إليه سابقًا، كانت ورقة 10 دولارات تحتوي على "الراية الحمراء الكندية" جنبًا إلى جنب مع السير جون ماكدونالد، الذي أصبح رئيسًا للوزراء قبل 25 عامًا من الموافقة على استخدام "الراية الحمراء الكندية" من قبل البحرية التجارية، وأكثر من 50 عامًا قبل أن يتم استخدامها على المباني الحكومية.[27] أيضًا، يظهر علم الاتحاد على فئة 100 دولار مع السير روبرت بوردن، الذي جاء بعد لورير الذي يظهر مع "الراية الحمراء الكندية". يتم أحيانًا تفسير ذلك بأن بوردن كان يحكم خلال الحرب العالمية الأولى.[28] لا تحتوي صور مباني البرلمان في سلسلة "رحلة كندا" الحالية على أي علم.

- تمّ سحبُ ورقة 10 دولارات من سلسلة "رحلة كندا" بسبب خطأ مطبعي في قصيدة "في حقول الفلاندرز". السطر الأول كما هو مطبوع، (In Flanders fields the poppies blow) "في حقول الفلاندرز تنمو الأزهار الحمراء"، فاجأ العديد من الناس الذين اعتقدوا أن الكلمة الأخيرة يجب أن تكون (grow) وليس (blow). كتب جون ماكراي نسختين تم نشرهما، لكن مخطوطته الأصلية، التي استخدمتها الحكومة والتي استخدمت على نطاق واسع في مراسم يوم التذكر، تُشير إلى (blow).[29][30]

- تحتوي فئات 20 دولارًا و50 دولارًا و100 دولار الكندية على ورقة قيقب نرويجية بدلاً من ورقة القيقب المحلية.[31]

- تم تداول إشاعة حول فئة 100 دولار الكندية من عام 2011 حتى الآن بأنها معطرة برائحة القيقب، على الرغم من أن بنك كندا نفى الأمر.[32]

## ملحوظات
1. ↑  "King Charles will replace Queen Elizabeth on Canada's coins, $20 bills". Global News. 6 مايو 2023. مؤرشف من الأصل في 2024-12-24.
2. ↑  Zimonjic، Peter (16 ديسمبر 2024). "Terry Fox on the $5, big money for the border — what we learned from the economic statement". CBC. مؤرشف من الأصل في 2025-01-01.
3. ↑  Pulfer 2010.
4. ↑  Bank of Canada 2013.
5. ↑  Royal Canadian Mounted Police 2010.
6. 1 2  "Unfit Bank Notes" (PDF). bankofcanada.ca. Bank of Canada. أكتوبر 2012. مؤرشف من الأصل (PDF) في 2024-10-06. اطلع عليه بتاريخ 2020-01-15.
7. ↑  CBC News 2000.
8. ↑  Patterson، Lynn (24 نوفمبر 2015). "Promoting Canada's economic and financial well-being – Remarks to the Department of Economics, University of Regina" (PDF). Bank of Canada.
9. ↑  Robertson 2011.
10. ↑   See An Act to amend the Bank Act, Statutes of Canada, 1944, chapter 30, section 61.
11. ↑  Canadian Paper Money.
12. ↑  Statistics Canada 2009.
13. ↑  Bank of Canada Museum. "1954 Landscape series". Bank of Canada Museum. اطلع عليه بتاريخ 2019-12-25.
14. 1 2 3  Collections Canada.
15. ↑  Montreal Gazette 1953، صفحة 13.
16. ↑  Bank of Canada values and prices of 1954 with the devil's face banknotes نسخة محفوظة 2024-12-08 على موقع واي باك مشين.
17. ↑  "Last Canadian $1 bills roll off the presses in 1989". cbc.ca. Canadian Broadcasting Corporation. 20 يونيو 2018. مؤرشف من الأصل في 2025-01-03. اطلع عليه بتاريخ 2020-01-15. On April 20, 1989, the last $1 bills roll off the press at Ottawa's Canadian Bank Note Company. Dollar bills will soon be pulled from circulation, leaving Canadians no choice but to embrace the loonie, the new $1 coin that began circulating in 1987.
18. 1 2 3  Humphreys 2012.
19. ↑  Bank of Canada 2011b.
20. ↑  "Trudeau says new bank note will feature an iconic Canadian woman". CTV News. 8 مارس 2016. مؤرشف من الأصل في 2023-07-25. اطلع عليه بتاريخ 2016-03-19.
21. ↑  "Civil rights pioneer Viola Desmond will appear on new Canadian $10 bill". تورونتو ستار. مؤرشف من الأصل في 2023-03-06.
22. ↑  Media event to launch the new $10 bank note نسخة محفوظة 2023-07-25 على موقع واي باك مشين.
23. ↑  "The next bank NOTE-able Canadian". بنك كندا. مؤرشف من الأصل في 2024-04-22. اطلع عليه بتاريخ 2022-05-03.
24. ↑  "About legal tender". Bank of Canada. مؤرشف من الأصل في 2025-01-17. اطلع عليه بتاريخ 2021-08-18.
25. ↑  Bank of Canada values and prices of 1967 banknotes نسخة محفوظة 2023-07-25 على موقع واي باك مشين.
26. ↑  Snopes: Red Ensign Scare 2011.
27. ↑  Canadian Paper Money Forum 2007.
28. ↑  Canadian Paper Money Forum 2007b.
29. ↑  GuelphArts.
30. ↑  Snopes: In Flanders Fields 2011.
31. ↑  Canada put "wrong" maple leaf on new Canadian dollar 20 bill: expert نسخة محفوظة 2023-07-25 على موقع واي باك مشين.
32. ↑  Beeby، Dean (26 مايو 2013). "Do Canada's new plastic bills smell like maple syrup?". The Toronto Star. ISSN:0319-0781. مؤرشف من الأصل في 2021-11-28. اطلع عليه بتاريخ 2018-03-05.

## روابط خارجية
- دليل أسعار الأوراق النقدية الكندية (بالإنجليزية)
- العملة الورقية الكندية (بالإنجليزية)
- العملة الكندية (بالفرنسية)
- متحف العملات الورقية الكندية على الإنترنت (بالإنجليزية)
- مشروع أين ويلي؟ (Where's Willy?) لتتبع العملة (بالإنجليزية)
- متحف العملات التابع لبنك كندا (بالإنجليزية)